# التهاب الأوعية الدموية في شبكية العين
التهاب الأوعية الدّموية في شبكية العين هُو التهاب الفروع الدّموية للشّريان الشّبكي، والذي يَنْجم عَن عمليات أمراض العيون الأولية، أو ينجم كَعَرضٍ محددٍ لشَكل من أشكال التهاب الأوعية الدموية الجِهازي مثل: مرض بَهْجَت، أو الغرناوية (الساركويد)، أو مرض التّصلُب المُتَعَدد، وقد ينجم أيضاً عن أي شكلٍ من أشكالِ التهاب الأوعية الدّموية الناخِر مثل: التهاب الشريان الصّدغي، والْتِهابُ الشَّرايينِ العَقِدي المتعدد، والورام الحبيبي الويغنري، أو بسبب الذئبة الحمامية، أو التهاب المفاصل الروماتويدي. أيضاً يمكن أن يَتَسَبَبَ كل من مرض ايليس، والتهاب القزحية المتوسط، واعتلال المشيمية والشبكية (التهاب القزحية الثنائي الخلفي المناعي)، والتهاب القَزحية والِجسم الهُديبي المتغاير اللون في حدوث التهاب الأوعية الدّموية الشّبكية. كما أنّ بعض الكائنات التي تسبب الامراض المعدية مثل: المتفطرة السلية، وداء هجرة اليرقات الحشوي (كالسهمية الكلبية والسهمية الهرية)، قد تسبب التهاب الأوعية الدموية في الشبكية.

## أعراض
يَظهر التهابُ الأوعية الدّموية في الشّبكية على أنّه غَيرُ مؤلم، مَع انخفاض حدَة البَصر(رُؤية ضبابية)، وأجسام بصريّة عائِمة، وعَتمة (بقعة داكنة في الرؤية)، وانخفاض القُدرة على التمييز بين الألوان، وتَشَوُّهُ المَرْئِيَّات (تَشَوه الصّور مثل الصّور الخَطيّة).
الأمراض المرتبطة بالتهاب الأوعية الدّموية في الشّبكية:
- مرض بَهْجَت.
- نقص المناعة المتغير الشائع.
- مرض إيليس.
- ورام حبيبي وينغري.
- التهاب وتمدد الاوعية الدموية الشّبكية والتهاب الاعصاب الشّبكية مجهول السبب.
- الذئبة الحمامية.
- التّصلُب المُتَعَدد.
- الْتِهابُ الشَّرايينِ العَقِدي المتعدد.
- حمى كيو.
- التهاب المفاصل الروماتويدي.
- الغرناوية (الساركويد).
- التهاب الشرايين الصّدغي.

## تشخيص
مِنَ النّادر جداً أنْ نجد التهاب الأوعية الدّموية في شبكية العين كعرضٍ وحيدٍ ظاهرٍ على الشّخص؛ بل غالبًا ما تكون هُناك أدلةٌ كافيةٌ لمساعدةِ الطّبيب على الاختيار بين أي مِن الأَمراض الجِهازية المحتملة المذكورة أعلاه هي السّبب. بالنّسبةِ للمَرضى الذّين يُعانون من التهاب الأوعية الدّموية في الأوعية الشبكية فقط، يَجّب إِجراء جُهد اسْتقصائي كبير (كالأشعة السينية للصدر، اختبار الدّم، تحليل البول، خزعة الأوعية الدموية، فحص العُيون، إلخ ...)؛ لضمان عدم وجود مَرض جهازي هو الجاني الخفيّ والمسبب لالتهاب الأوعية الدّموية في الشبكية.

### نتائج
قد يَكشف الفحص النظري عن تَوَعٍّ حَديث (نشوء أوعية دموية جديدة في شبكية العين)، أو تضيق الأوعية الشبكية، أو استكفاف الأوعية الشبكية، أو نزيف الشبكية، أواِلتِهاب الشفّافية (التهاب الجسم الزجاجي)، أو التهاب المشيميّة.